# Stomatocito
Lo stomatocito è una forma artificiale particolare di globulo rosso, il quale dapprima si ingrossa assumendo una forma sferica, poi si rompe e prende una forma simile ad una "coppa". Ciò è dovuto a vari farmaci come gli antistaminici e la papaverina. La forma è reversibile.